# Малаялам
Малаялам (മലയാളം) е дравидски език от групата на южнодравидските езици, основно разспространен сред народа малаяли, в югозападната част на Индия. Думата малаялам произлиза от думите mala, което означава „планина“ и alam, което означава „регион“ или „кораб“ (както в „град“); Така малаялам се превежда директно като „планински регион“.
Говори се от около 38 000 000 души (2022). Един от 23-те официални езика в Индия, като е официален в щат Керала и островна съюзна територия Лакшадвип. Малаялам се говори и от езиковите малцинства в съседните щати; със значителен брой говорители в районите Кодагу и Дакшина Каннада на Карнатака и Нилгирис и Канякумари, области на Тамил Наду. Говори се и от малаялийската диаспора по целия свят, особено в страните от Персийския залив, поради голямото население на малаяли изселници там.
Произходът на малаялам остава въпрос на спор сред учените. Основният възглед твърди, че малаялам произхожда от ранния среден тамил и се отделя от него някъде след в. 9 век н.е. Втората гледна точка се аргументира за развитието на двата езика от "прото-дравидски" или "прото-тамил-малаялам" в праисторическата епоха, въпреки че това обикновено се отхвърля от историческите лингвисти. Общоприето е, че сирийските медни плочи Quilon от 849/850 г. CE са най-старият налични надпис, написан на стар малаялам. Най-старото литературно произведение на малаялам, различно от тамилската традиция, е датирано между 9-ти и 11-ти век.
Най-ранната писменост, използвана за писане на малаялам, е писмеността на Вателуту. Настоящата малаяламска писменост се основава на писмеността Vatteluttu, която беше разширена с букви от Grantha, за да приеме индоарийски заемки. Той има голяма прилика с писмеността Тигалари, историческа писменост, която е била използвана за писане на езика Тулу в Южна Канара и санскрит в съседния регион Малабар. Малаялам е определен за „Класически език на Индия“ през 2013 г. నమస్కరం се произнася На-Ма-Ска-Рам и се превежда като здравей.
Робърт Колдуел описва обхвата на малаялам през 19-ти век като се простира от околностите на Чандрагири (и река Чандрагири, и крепостта Чандрагири близо до Мангалор) на север, където замества Каннада и Тулу до река Неяр отвъд Тируванантапурам на юг, където започва да бъде заменен от тамил, освен населените острови Лакшадвип в Арабско море.